# Гехарот (река)
Гехарот (арм. Գեղարոտ) — быстротекущая река в Армении длиной 28 км, протекающая в Арагацотнской области; является правым и одним из крупнейших притоков реки Касах. Исток реки расположен в кратере горы Арагац. На реке расположены два относительно высоких водопада.

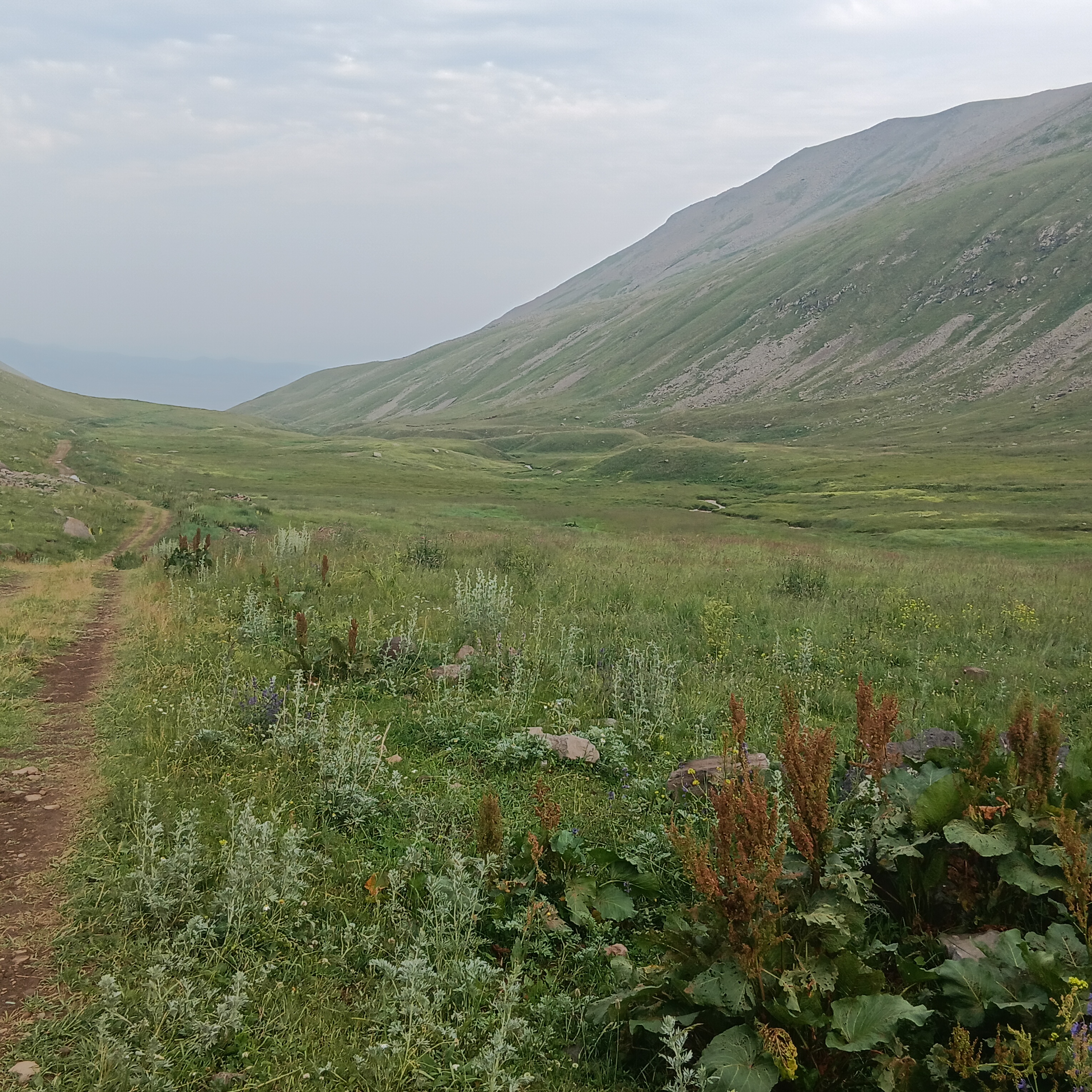
Долина реки Гехарот.

Высота устья — 1800 м над уровнем моря. Высота истока — 3900 м над уровнем моря. Уклон реки — 68 м/км.